# Jesús González de Zárate Salas
Jesús González de Zárate Salas (Caracas, 27 de dezembro de 1960) é um clérigo católico romano venezuelano, atual arcebispo de Valência na Venezuela e presidente da Conferência Episcopal da Venezuela.

## Biografia
Jesús González de Zárate Salas estudou no Seminário Maior de Caracas. O Arcebispo de Caracas, Cardeal José Alí Lebrún Moratinos, o ordenou sacerdote em 11 de janeiro de 1986. Depois se formou em Teologia Espiritual na Pontifícia Universidade Gregoriana em Roma.
Como sacerdote de Caracas, exercou os seguintes ministérios: formador do Seminário Arquidiocesano de Caracas, pároco, diretor do departamento de catequese, vigário episcopal, responsável pelos assuntos econômicos e vigário geral.
Papa Bento XVI o nomeou em 15 de outubro de 2007 bispo auxiliar de Caracas e bispo titular de Suava. O arcebispo de Caracas, Jorge Liberato Cardeal Urosa Savino, doou-lhe a ordenação episcopal no dia 12 de janeiro do próximo ano, na Catedral de Caracas. Os co-consagradores foram Baltazar Enrique Porras Cardozo, arcebispo de Mérida, e Ubaldo Ramón Santana Sequera FMI, arcebispo de Maracaibo.
Foi secretário da Conferência Episcopal Venezuelana de 2009 a 2015.
O Papa Francisco o nomeou arcebispo de Cumaná em 24 de maio de 2018. Foi instalado na sé em 5 de agosto.
Foi eleito presidente da Conferência Episcopal Venezuelana em 7 de janeiro de 2022, para o período 2022-2025.
Em 28 de junho de 2024, foi transferido para a Arquidiocese de Valência na Venezuela. Tomou sua posse canônica como quarto arcebispo em 21 de setembro.